# Pfarrer Braun: Adel vernichtet
Adel vernichtet ist ein deutscher Fernsehfilm von Dirk Regel aus dem Jahr 2005. Es handelt sich um die sechste Episode der ARD-Kriminalfilmreihe Pfarrer Braun mit Ottfried Fischer in der Titelrolle.

## Handlung
Auf Schloss Falkenberg am Rhein wird ein Falke seiner Schwanzfedern beraubt und damit entstellt. Der Baron von Falkenberg muss ihn töten, jemand scheint es auf die Familie Falkenberg abgesehen zu haben. Doch alle Feinde aus dem Mittelalter und deren Nachfahren scheinen ausgestorben. Zwischen Weinfesten, einer vom Tod der Mutter gezeichneten Adelsfamilie und der herbstlichen Rheinlandschaft kommt Braun auf Gärtner Karl Rabe, mit dem etwas mehr als nur sein Name nicht zu stimmen scheint.

## Hintergrund
Für Adel vernichtet wurde an Schauplätzen im Rhein-Main-Gebiet, unter anderem auf Schloss Falkenberg gedreht. Die Erstausstrahlung fand Dienstag, den 14. April 2005 auf Das Erste und im ORF 1 statt.

## Kritik
Die Kritiker der Fernsehzeitschrift TV Spielfilm gaben dem Film eine mittlere Wertung, sie zeigten mit dem Daumen zur Seite. Sie konstatierten: „Mit ’ner Flasche Riesling intus geht's.“